# Garrel Mill House

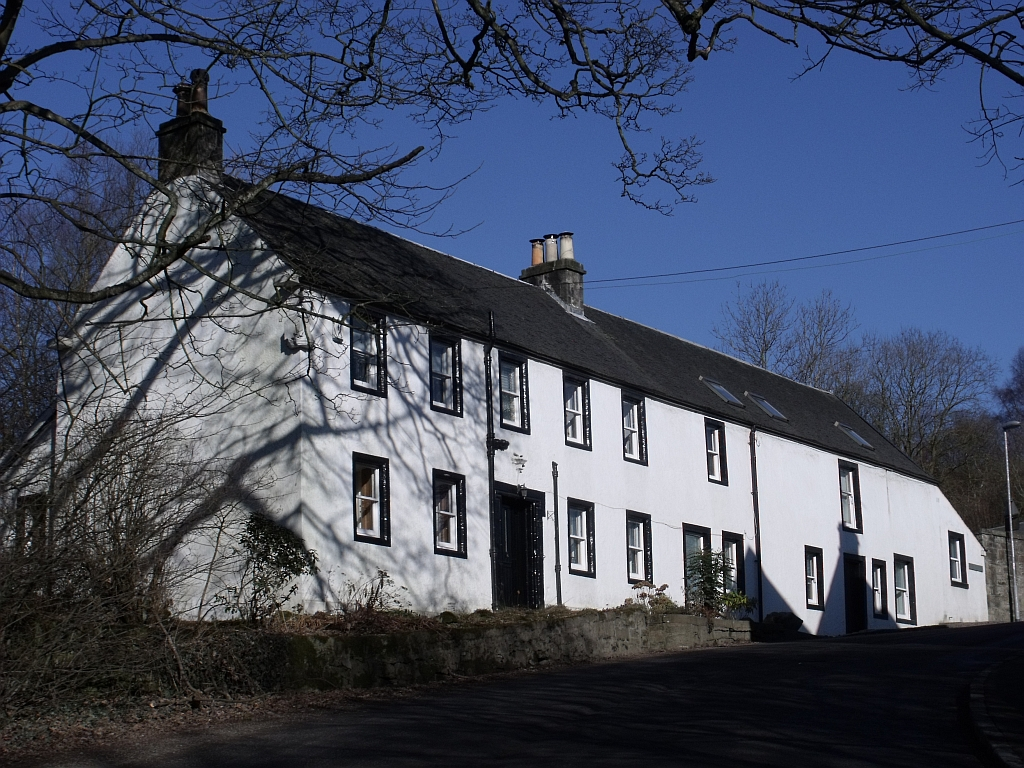
Garrel Mill House

Garrel Mill House ist das zur Garrel Mill gehörige Wohngebäude in der schottischen Stadt Kilsyth in der Council Area North Lanarkshire. Es befindet sich am Nordostrand der Stadt an der Tak-Ma-Doon Road. 1979 wurde das Gebäude in die schottischen Denkmallisten in der Kategorie B aufgenommen.

## Beschreibung
Das genaue Baudatum des Hauses ist nicht verzeichnet, sodass nur das späte 17. Jahrhundert als Bauzeitraum angegeben werden kann. Das längliche Gebäude verläuft direkt entlang der Straße. Es besteht aus zwei Einheiten mit separaten Eingangstüren entlang der Vorderfront sowie einem Cottage und einer Remise. Eine der Eingangstüren besitzt einen verzierten Türsturz. Die Fassade des zweistöckigen Hauses ist im traditionellen südwestschottischen Stil mit Harl verputzt. Es schließt mit einem Satteldach ab. Remise und Cottage besitzen hingegen Pultdächer. Am Südende ist eine würfelförmige Sonnenuhr aufgestellt.